# Новоільїновка (Казахстан)
Новоільї́новка (каз. Новоильинов) — село у складі району Беїмбета Майліна Костанайської області Казахстану. Адміністративний центр Новоільїнського сільського округу.
Населення — 1304 особи (2021; 1470 у 2009, 1738 у 1999, 2710 у 1989).